# Maciuliszki (rejon wileński)
Maciuliszki (lit. Mačiuliškės) – osada na Litwie, w rejonie wileńskim, 5 km na wschód od Ławaryszek, zamieszkała przez 7 osób.

## Historia
W dwudziestoleciu międzywojennym leżały w Polsce, w województwie wileńskim, w powiecie wileńsko-trockim, w gminie Mickuny.
Po II wojnie światowej w granicach Związku Sowieckiego. Od 1991 na niepodległej Litwie.

## Ludzie związani z miejscowością
W 1892 urodził się tu Bronisław Taraszkiewicz (zm. 1938) – białoruski polityk, poseł na Sejm Rzeczypospolitej, przewodniczący Białoruskiego Koła Poselskiego, przywódca Białoruskiej Włościańsko-Robotniczej Hromady, działacz społeczny, językoznawca, tłumacz, jeden z twórców ortografii języka białoruskiego.